# Ямада Акиёси
Граф Ямада Акиёси (яп. 山田 顕義, 18 ноября 1844 — 11 ноября 1892) — японский государственный и политический деятель, военачальник, юрист. Генерал-лейтенант Императорской армии Японии. Занимал посты министра промышленности (1879—1880), министра внутренних дел (1881—1891), министра юстиции (1883—1891). Является одним из основателей университетов Нихон и Кокугакуин.

## Биография
Ямада Акиёси родился 18 ноября 1844 года в западном японском княжестве Тёсю, в семье самурая. Обучался в частной школе Ёсиды Сёина под названием Сёка-сондзюку. В юности Ямада принимал участие в антисёгунском движении «Сонно Дзёи» («Почитай императора, изгоняй варваров»). После инцидента возле ворот Хамагури он вернулся в родное княжество, где совместно с Синагавой Ядзиро сформировал «отряд щитоносцев» и воевал против коалиции западных держав в боях за Симоносеки. Впоследствии Ямада защищал родное княжество во время первого и второго карательного похода в Тёсю сёгунских войск.
После реставрации Мэйдзи в 1868 году Ямада поддержал императорское правительство и выступил на его стороне в гражданской войне Босин 1868—1869 годов. Он воевал в Северной Японии и отличился при ликвидации республики Эдзо. В 1869 году за свои заслуги Ямада был назначен старшим помощником военного министра, а через два года получил звание генерал-майора.
В 1871 году Ямада вошёл в состав посольства Ивакуры в качестве советника. Во время своего пребывания за границей он изучал систему организации войска в европейских странах. В 1873 году Ямада вернулся в Японию и был назначен командиром токийского гарнизона. В следующем году он параллельно занял пост старшего заместителя министра юстиции.
В 1874 году Ямада принял участие в подавлении восстания в Саге, а в 1877 году командовал второй бригадой специального назначения в ходе войны Сэйнан. В 1878 году он получил звание генерал-лейтенанта и вошёл в состав японского Гэнроина. Через год Ямада получил кресло министра промышленности, а затем — портфели министра внутренних дел и министра юстиции. В 1884 году ему присвоили титул графа (хакусяку), тем самым приравняв к титулованной аристократии кадзоку. В этот период Ямада вошёл в состав основателей Института классической филологии, будущего университета Кокугакуин, и Японской юридической школы, будущего университета Нихон.
С 1885 по 1891 год Ямада занимал кресло министра юстиции в составе четырёх министерских кабинетов. На этой должности он занимался подготовкой законодательства страны, желая избавиться от неравноправных договоров, подписанных в 1858 году с иностранными державами. Однако после инцидента в Оцу 1891 года Ямада пребывал под постоянным давлением Палаты расследований. Он внезапно заболел и ушёл с поста министра. После этого он вошёл в состав Тайного совета, занимавшегося разработкой конституции, однако вскоре, 11 ноября 1892 года, неожиданно умер в возрасте 49 лет. Похоронили экс-министра в монастыре Гококудзи, в токийском районе Бункё.

## Награды
- Орден Цветов павловнии (14 ноября 1892)[1]
- Орден Восходящего солнца 1 степени (1 ноября 1879)
- Орден Восходящего солнца 2 степени (9 ноября 1877)
- Жёлтая Медаль Почёта (6 ноября 1888)[2]
- Памятная медаль в честь вступления в действие императорской конституции (25 ноября 1889)[3]
- Большой крест ордена Короны Италии (24 июня 1891)